# Psilophthalmus paeminosus
Psilophthalmus paeminosus är en ödleart som beskrevs av  Rodrigues 1991. Psilophthalmus paeminosus ingår i släktet Psilophthalmus och familjen Gymnophthalmidae. IUCN kategoriserar arten globalt som sårbar. Inga underarter finns listade i Catalogue of Life.